# 登米市立米山中学校
登米市立米山中学校（とめしりつ よねやまちゅうがっこう）は、宮城県登米市米山町西野にある公立中学校。

## 概要
学校から数百m以内のところに米岡小学校や、米山総合支所、道の駅米山などがあり、国道346号線も走っている登米市南西の平野部に位置する。

## 教育目標
・ゆたかな知性　・たしかな活力　・かがやく品位
めざす生徒象
- 高い志をもって自ら学ぶ生徒（ゆたかな知性）
- 積極的に挑戦し，情熱を持ちながら粘り強く取り組む生徒（たしかな活力）
- 規律正しい学校生活の中で，認め合い，支え合う心優しい生徒（かがやく品位）[1]

## 沿革
- 昭和39年 4月 1日　旧米山中・吉田中統合 米山町立米山中学校創立
- 昭和40年 3月 9日　校歌制定（作詞：木俣修/作曲：福井文彦）
- 昭和40年10月30日　校舎完成，旧米山中・吉田中閉校式
- 昭和42年 3月10日　体育館完成
- 昭和44年 8月 1日　水泳プール完成
- 昭和49年11月15日　相撲場落成
- 昭和53年 6月 1日　米飯給食開始
- 昭和59年 3月24日　民謡教室NHK放映
- 昭和60年10月31日　校舎内部大規模改修工事（第一期工事）竣工
- 昭和61年10月31日　校舎内部大規模改修工事（第二期工事）竣工
- 昭和63年12月27日　柔剣道場完成
- 平成 2年 8月24日　全日本吹奏楽コンクール県大会金賞
- 平成 4年10月 3日　公認陸上競技場改修
- 平成 6年 1月29日　プール機械室，更衣室改修
- 平成11年 2月18日　頭髪に関する新規定施行
- 平成12年11月11日　宮城県中学校新人柔道大会男子団体初優勝
- 平成15年 1月31日　舎大規模改修工事（Ⅰ期西側）竣工
- 平成16年 1月31目　校舎大規模改修工事（Ⅱ期東側・外構）竣工
- 平成16年12月27日　体育館耐震補強工事竣工
- 平成17年 4月 1日　合併により登米市立米山中学校
- 平成18年 4月 1日　スクールカウンセラー配置
- 平成21年 2月23日　コンピュータ更新工事
- 平成24年 3月23日　保健室エアコン設置[1]

## 学区
追土地区、清水区、六軒屋敷区、粟ケ崎区、瀬ケ崎区、城内区、的場区、猪込区、野手谷地区、斉藤区、千貫区、後小路区、下小路区、平埣区、十日町区、中町区、三日町区、新町区、砥落区、八軒小路区、狐崎区、畑崎区、新田区、中埣区、鈴根区、江浪区、大又区、相ノ山区、今泉区、貝待井区、永沢区、森腰区、中新田区、朝来区、山吉田区、町吉田区

## 出身有名人
- 伊藤貞嘉 - 東北大学医学部名誉教授

## アクセス
- 東北本線の瀬峰駅から車で20分